# Mercedes Ruehl
Mercedes J. Ruehl (New York, 28. veljače 1948.), američko-kubanska filmska, televizijska, i kazališna glumica, dobitnica Oscara.
Rođena je u njujorškom Queensu. Otac joj je bio agent FBI-a, a majka učiteljica (koja se također zvala Mercedes). Odgojena je kao katolkinja njemačkog, irskog i kubanskog podrijetla.
Nakon završenog koledža u New Rochelleu, počinje filmsku karijeru. Do sada je ostvarila oko 50 uloga. Iskazala se i u kazalištu, osvojivši nagradu Tony 1991., i zaradivši još 2 nominacije.
Na dodjeli Oscara 1991. godine dobila je kipić za najbolju sporednu glumicu. To je bila nagrada za rad na filmu Kralj ribara, inspiriran legendom o kralju Arthuru. Osim Oscara, osvojila je još mnogo nagrada za rad na tom filmu. Partneri su joj bili Jeff Bridges i Robin Williams.
Gostovala je u pet epizoda serije Frasier, a iskazala se i zapaženom ulogom u filmu Sveamerička djevojka: Priča o Mary Kay Leturneau (partnerica Penelope Ann Miller kao glavna junakinja).
Jedina je Kubanka koja je osvojila Oscara. Udana je za slikara i strip crtača Davida Geisera. Ima dva sina.

## Vanjske poveznice
- Mercedes Ruehl na Internet Broadway Databaseu (engl.)
- Mercedes Ruehl u internetskoj bazi filmova IMDb-u (engl.)